# Hammerbox
Hammerbox — американская альтернативная рок-группа из Сиэтла, штат Вашингтон, США. Была сформирована в 1990 году и распалась в 1994-м, формально, после того, как вокалистка Кэрри Акре, покинула коллектив, продолжив творческий путь со своим сольным проектом — Goodness (тем не менее, основной причиной распада были низкие продажи второго диска группы).

## История создания
Hammerbox была сформирована в 1990 году в Сиэтле, вскоре выпустив свой первый студийный альбом, Hammerbox, на независимом лейбле C/Z Records. Благодаря этой пластинке на группу обратили внимание крупные лейблы, и вскоре музыканты подписали контракт с мейджором A&M Records, на котором был выпущен второй лонгплей коллектива — Numb. Тем не менее, несмотря на участие группы в рок-фестивале Endfest (проходившем в Бремертоне, штат Вашингтон), альбом имел крайне низкие продажи и Hammerbox были уволены с лейбла. Джеймс Аткинс покинул группу в начале 1994 года, остальные участники последовали его примеру вскоре после этого. Кэрри Акре сформировала проект Goodness, в свою очередь Харрис Турмонд присоединился к группе Anodyne (впоследствии переименованную в Marfa Lights) с бывшим вокалистом That Petrol Emotion Стивом Маком. В 2000 году Турмонд сформировал собственную группу — Orbiter, после чего ещё один проект, Kingsley, в 2003-м.
В 2005 году был выпущен концертный альбом Live EMP Skychurch, Seattle, WA, содержащий материал записанный во время кратковременного реюниона группы в 2004-м году.
В 2015 году, в возрасте 49 лет, от рака пищевода скончался бас-гитарист группы Джеймс Аткинс.

## Участники коллектива
- Кэрри Акре[англ.] — вокал
- Харрис Турмонд — гитара
- Джеймс Аткинс (умер в 2016 году) — бас-гитара
- Дэйв Бош — ударные

## Дискография
- «Kept House» / «After All» — 7-дюймовый сингл (1990)
- Кавер-версия песни «New Rose» группы The Damned была выпущена на сборнике Another Damned Seattle Compilation, лейбл Dashboard Hula Girl Records (1991)
- Hammerbox[англ.] (1991)
- Numb[англ.] (1993)
- Live EMP Skychurch, Seattle, WA[англ.] (2005)

Песни «Trip» и «Simple Passing» из альбома Numb вошли в саундтрек видеоигры Road Rash, выпущенной компанией Electronic Arts в 1994 году (представляла собой переиздание оригинала).